# FC Vevey Sports 05
FC Vevey Sports 05 – szwajcarski klub piłkarski z siedzibą w Vevey.

## Historia
Football Club FC Vevey Sports 05 został założony w 1905 jako Vevey-Sports. W 1974 klub po raz pierwszy swojej historii awansował do pierwszej ligi. Pobyt w Nationallidze A trwał tylko sezon. Do pierwszej ligi Vevey-Sports powrócił w 1981.
Klub występował w Nationallidze A przez sześć sezonów do 1987. W 1988 klub spadł do trzeciej ligi. Na początku 2005 klub zbankrutował. Na jego miejsce 22 marca 2005 utworzono nowy klub - Football Club FC Vevey Sports 05. Obecnie Vevey Sports występuje w 2. Liga interregional (piąta liga).

## Sukcesy
- 7 sezonów w Swiss Super League: 1974-1975, 1981-1987.

## Nazwy klubu
- Vevey-Sports (1905-2005)
- FC Vevey Sports 05 (2005- )

## Reprezentanci kraju grający w klubie
| - Rudolf Elsener - Pierre-Albert Chapuisat - Christian Matthey - Claudio Sulser - Badile Lubamba - Jean-Claude Schindelholz | - Dionizije Dvornić - Mirosław Tłokiński - Théophile Abega - Papa Bouba Diop - Mickaël Dogbé |

## Trenerzy klubu
- Miroslav Blažević (1968-71)
- Antoine Cuissard (1973–75)

## Sezony wSwiss Super League
| Sezon   | Uzyskane Miejsce |
| ------- | ---------------- |
| 1974-75 | 14 (spadek)      |
| 1981-82 | 11               |
| 1982-83 | 12               |
| 1983-84 | 13               |
| 1984-85 | 13               |
| 1985-86 | 14               |
| 1986-87 | 13 (spadek)      |